# 七つ屋 志のぶの宝石匣
『七つ屋 志のぶの宝石匣』（ななつや しのぶのほうせきばこ）は、二ノ宮知子による日本の漫画作品。『Kiss』（講談社）2014年1月号から3か月おきのペースで連載されていたが、2019年6月号より毎号掲載に変更。タイトルの「七つ屋」は「質屋」を示す隠語。

## 作品概要
2001年、『GREEN〜農家のヨメになりたい〜』の連載を終えた作者は次回作として二つの構想を持っていた。一つは音大の物語、もう一つは質屋の物語。当時の担当編集者は前者を選びそれが『のだめカンタービレ』となった。「のだめ」完結後、後者である本作の執筆が始まった。

## あらすじ
東京・銀座9丁目商店街。江戸時代から続く老舗の質屋・倉田屋の高校2年生の娘・志のぶは、宝石の「気」を感じる不思議な力を持っている。宝石から地球の雄大さを感じ、真贋を見抜くその天賦の才能を活かして、店でも宝石限定で鑑定を任されている。そんな志のぶには婚約者がいる。
歴史に名を残す名家の跡取りとして生まれた北上顕定は、家の没落・一家離散により、幼少期に倉田屋に質入れされる。当然のことながら、人間の質入れなど受け付けていないが、通常3か月の質草預かり期限を3年とし、それが守られなかった場合は店主の孫娘と婚約させるという契約が成立する。顕定はそのまま倉田家で育ち、質屋の仕事を学びながら鑑定眼を養う。北上家から離散した宝物類の行方を探すため、高級ジュエリー店の外商として、各界のセレブたちとの繋がりを得ていく。

## 登場人物

### 主要人物
倉田 志のぶ
高校2年生。宝石の「気」を感じることができる不思議な力の持ち主。母の実家の家業である質屋・倉田屋で宝石の鑑定を任されており、持ち込まれた品が盗品であったり、曰くつきの場合は気が淀んで見える。
上記の特別な力により、「石占い」や「霊感」「オカルト」など超常的な能力の持ち主だという評判が一部であがっている。
2年前に12代目だった祖父が亡くなり、その翌年に母の離婚により倉田家へ戻ってきた。倉田屋を継ぐのが夢。宝石以外の骨とう品も鑑定できる。
学校では剣道部所属。武将オタク。
北上 顕定
フランスの老舗高級ジュエリー店「デュガリー」日本支店の外商。高校時代に商店街のマドンナ・コンテストで女性陣を押さえて優勝した伝説を持つ、整った顔立ちと物腰の柔らかさで多くの女性客を虜にする。
公家から武家になって活躍した名家、北上家の跡取りだったが、幼いころに一家は離散し、祖母・章子によって倉田屋に質入れされた。通常、人間の質入れは当然受け付けていないが、当時の店主だった志のぶの祖父が、かつての憧れの存在であった章子のたっての希望とあり、名家の家系図に名を残したいという邪な願望に負け、期限の3年を過ぎたら孫の志のぶと婚約させるという条件で質入れを認めた。3年が経ち、質流れ品として倉田家で育ち、すっかり江戸っ子口調も身に付いている。現在は店の裏手のアパートに一人暮らし。倉田屋に出ると客が殺到し、2日間店に出ただけで普段の倉田屋の1か月分の売り上げを凌ぐ。
幼い頃に見せられた鳥が舞う赤い宝石を探し求めている。
久世 鷹臣
宝石店「HULALU」オーナー兼ジュエリーデザイナー。元プロスヌーカー選手。3年前に、ロンドンにいた時に顕定と知り合った。鷹臣が宝石に触れた時、志のぶの目には、淀んだ宝石が浄化されるように見える。

### 倉田家
倉田
志のぶの祖父。倉田屋の12代目店主。少年時代の憧れの存在だった章子からの依頼で、顕定を質草として預かる。名家である北上家の家系図に自分の子孫の名を残すチャンスととらえ、期限が切れた後は顕定を後継者として育てる。
倉田 百合江
志のぶの母。資産家に嫁いだが、離婚して出戻ってきた。ブランド品を見る目が確かなため、倉田屋で買い取りの査定を任されているが、自分が欲しい品が入ると勝手に使ってしまうことがある。
倉田 保
百合江の兄。独立して、自分の質店「ブランド・ディープインパクト」を経営しており、倉田屋で買い取ったブランド品や宝石を扱っている。

### その他
秋元夫人
資産家。顕定と取引するようになってから、娘たちの知らなかった一面に気が付くことができた。北上家と繋がりのあった人物。
秋元 貴子
秋元家長女。21歳。宝石好き。
秋元 摂子
秋元家次女。志のぶの同級生。アニメ好き。
しょーちん
警視庁刑事部捜査第三課。百合江とは幼なじみ。
虎徹
顕定が連絡を取り合っている人物。タイにて原石の仕入れを任されているが、人造石が混ざることもしばしば。大食い。児童養護施設出身。
晴子
虎徹の母。弁当屋で働く倉田屋の常連の1人。過去にプラズマの研究者をしており、本物と区別が難しい人工ダイアを生産していた疑惑がある。苗字は加治木。
乃和
モデル。黒髪ショートカット。デュガリーの広告モデルに起用されたことをきっかけに顕定と知り合う。仕事の悩みを打ち明けるうちに顕定に惹かれるようになる。
青山菖蒲
乃和の兄。フランス国籍。レストランオーナー。北上家の赤い宝石を狙っている。
有馬 満津子
代々、政治家を多く輩出してきた名家の夫人。秋元夫人に頼んで紹介してもらった。夫も前政府の大臣を務めたが、3年前に急な病で死去。没落の一途を辿っている。
有馬 富子
満津子の娘。家事手伝い。父の秘書と婚約していたが、彼は父の死後、縁のない選挙区から出馬し当選。その地を地盤にしていた元副首相の孫娘と婚約した。
有馬 一征
満津子の息子。スヌーカーのプロ選手。
金井 祐也
ディープインパクトのライバル店「スペシャル・ウィーク（元・金井質店）」の跡取り息子。骨董好きだが、仕事ができないことで有名。志のぶからは「信長」というあだ名をつけられている。

## コラボレート
2021年2月25日発売の『Kiss』4月号では、『のだめカンタービレ』の連載開始20周年記念として、本作と『のだめカンタービレ』がコラボレート。2作のコラボイラストが表紙に使用されている。同年7月13日に本作の単行本第14巻の発売を記念し、表紙で反響を得たコラボイラストを使用した応募者全員プレゼントが制作された。
同年11月、『Kiss』の創刊30周年記念として、BE：FIRSTと同誌の7作品がコラボレート。その1作として、本作はBE：FIRSTのメンバーのSOTAとコラボレートし、キャラクターのビジュアルを再現したしおりの配布が書店にて行われ、11月25日発売の同誌2022年1月号ではピンナップが掲載されている。
2022年2月19日から6月19日まで、国立科学博物館にて開催が行われるジュエリーを紹介する特別展「宝石 地球がうみだすキセキ」と本作がコラボレート。会場の案内を志のぶと顕定が行い、二ノ宮の描きおろしイラストを展示。

## 書誌情報
- 二ノ宮知子 『七つ屋志のぶの宝石匣』 講談社 〈KC Kiss〉、既刊24巻（2025年5月13日現在）
  1. 2014年11月13日発売[9][2]、ISBN 978-4-06-340940-6
  2. 2015年11月13日発売[10]、ISBN 978-4-06-340972-7
  3. 2016年11月11日発売[11]、ISBN 978-4-06-398004-2
  4. 2017年4月13日発売[12]、ISBN 978-4-06-398016-5
  5. 2017年9月13日発売[13]、ISBN 978-4-06-398031-8
  6. 2018年1月12日発売[14]、ISBN 978-4-06-510733-1
  7. 2018年5月11日発売[15]、ISBN 978-4-06-511484-1
  8. 2018年10月12日発売[16]、ISBN 978-4-06-513191-6
  9. 2019年9月13日発売[17]、ISBN 978-4-06-517145-5
  10. 2020年2月13日発売[18]、ISBN 978-4-06-518767-8
    - 七つ屋志のぶの宝石匣 プチ番外編（『Kiss』2019年2月号）

  11. 2020年6月11日発売[19]、ISBN 978-4-06-519962-6
  12. 2020年10月13日発売[20]、ISBN 978-4-06-521133-5
  13. 2021年2月12日発売[21]、ISBN 978-4-06-522429-8
  14. 2021年7月13日発売[22]、ISBN 978-4-06-524246-9
  15. 2021年11月12日発売[23]、ISBN 978-4-06-525918-4
  16. 2022年3月11日発売[24]、ISBN 978-4-06-526929-9
  17. 2022年8月12日発売[25]、ISBN 978-4-06-528624-1
  18. 2023年2月13日発売[26]、ISBN 978-4-06-530563-8
  19. 2023年7月13日発売[27]、ISBN 978-4-06-532155-3
  20. 2023年11月13日発売[28]、ISBN 978-4-06-533225-2
  21. 2024年3月13日発売[29]、ISBN 978-4-06-534902-1
  22. 2024年8月9日発売[30]、ISBN 978-4-06-536616-5
  23. 2024年12月13日発売[31]、ISBN 978-4-06-537833-5
  24. 2025年5月13日発売[32]、ISBN 978-4-06-539504-2